# لوند

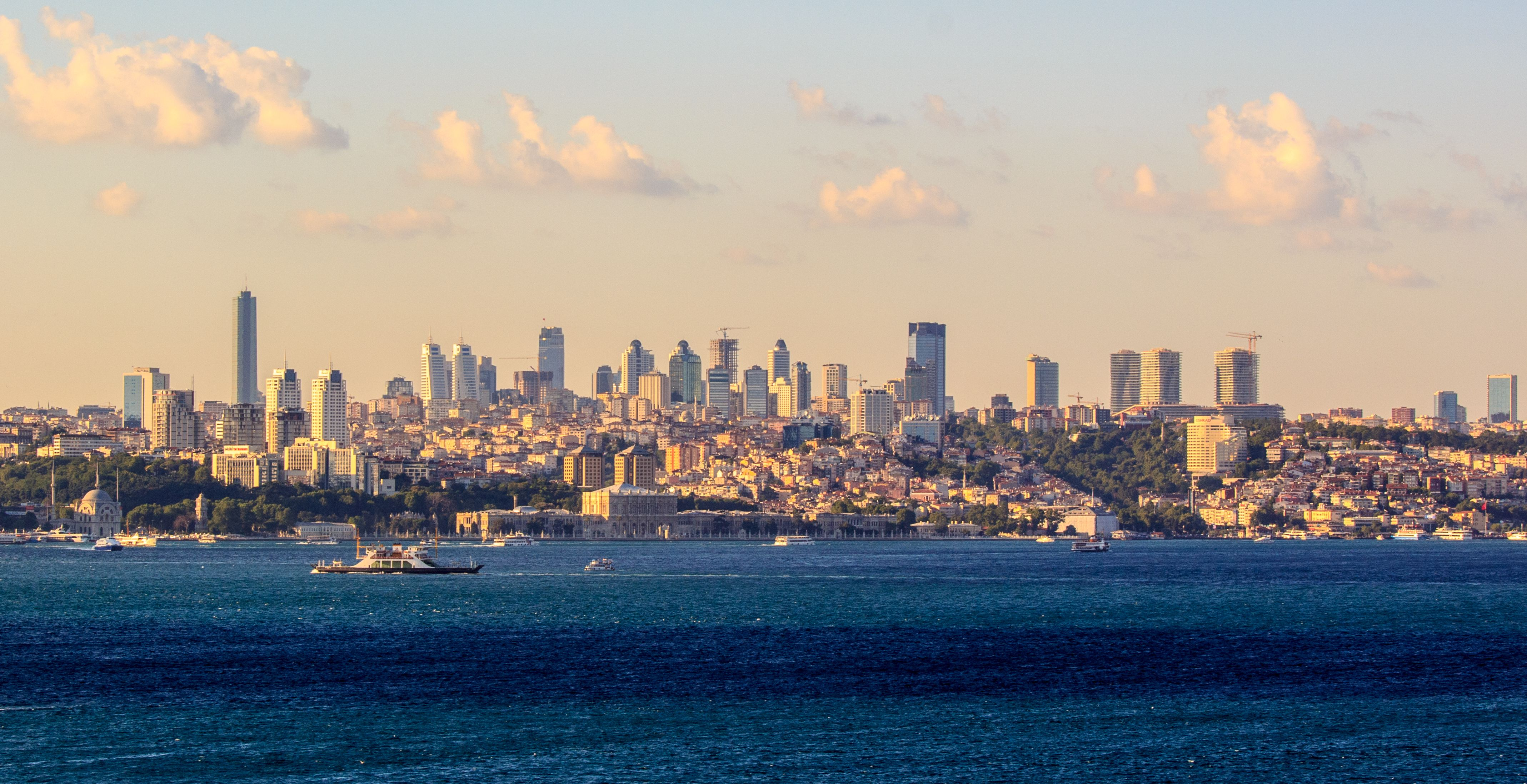
منظر بعيد للأفق في منطقة لوند من مضيق البوسفور في إسطنبول.

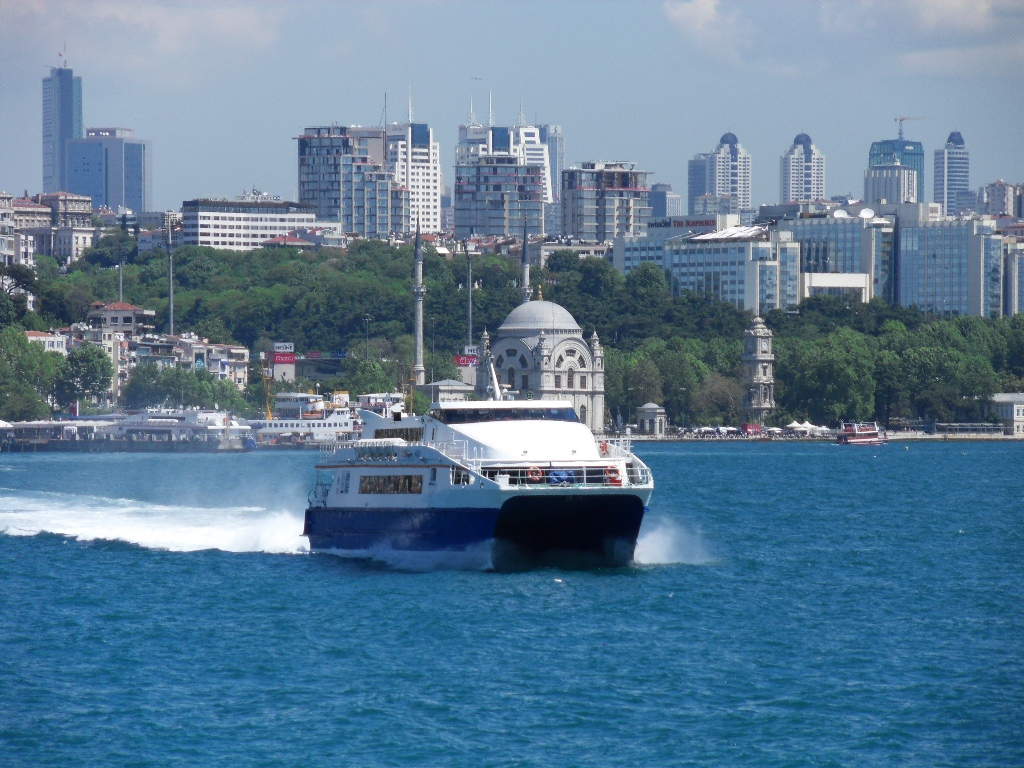
في الخلفية يبدو برج السفير أول برج على اليسار.

لَوَنْد (بالتركية: لوند/Levent) من أحياء منطقة الأعمال المركزية الرئيسية في إسطنبول في تركيا، ويقع في الجانب الأوربي من المدينة. وهي جزء من بلدية بشكطاش التي تقع شمال القرن الذهبي على الشاطئ الغربي لمضيق البسفور.
تنافس لوند منطقة الأعمال مسلك مباشرةً من حيث إقامة مشاريع ناطحات السحاب الجديدة، حيث تقع فيها ناطحات السحاب الكبرى خلف تلال البسفور ولم تغيّر من طبيعة الحياة في القسطنطينية التي تعتبر بعيدة نوعا ما.
في لوند أطول ناطحة سحاب متكتملة في تركيا، وهي برج السفير الذي يتكون من 54 طابقا، ويرتفع سقفه 238 مترا (بما في ذلك برج بارتفاع 261 مترا).